# Rabini Bytomia

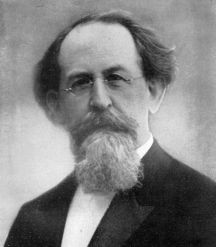
Rabin Max Kopfstein

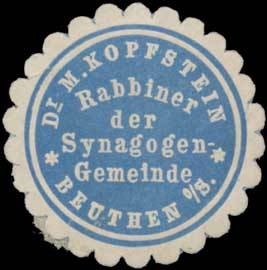
Zalepka rabina Maxa Kopfsteina

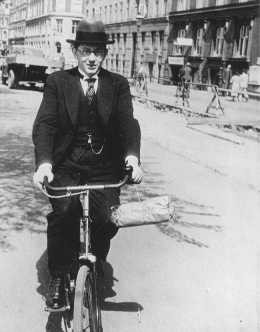
Rabin Marcus Melchior

Rabini Bytomia – rabini gminy żydowskiej w Bytomiu w latach 1790–1942.

## Lista rabinów
Przed nazwiskiem podano daty piastowania urzędu rabina.
- 1790–1813: Moses Israel Freund (ur. 1743, zm. 1813)[1][2]
- 1813–1829: Mendel Kohn (ur. 1774, zm. 1829)[3][4]
- 1829–1853: Israel Deutsch (ur. 2 kwietnia 1800, zm. 7 czerwca 1853)[5][6]
- 11 lutego 1854–1864: Jakub Jecheskel Löwy (ur. 24 sierpnia 1814, zm. 20 listopada 1864)[7][8]
- 1864–1867 – urząd nieobsadzony, funkcję rabina pełnił Moses Guttmann[8]
- 1867–1887: Ferdinand Rosenthal(inne języki) (ur. 10 listopada 1839, zm. 4 marca 1921)[9][10]
- 1889–1924: Max Kopfstein(inne języki) (ur. 1856, zm. 31 sierpnia 1924)[11], od 1919 roku naczelny rabin[12]
  - od stycznia 1916 roku drugim rabinem został dr Nischkowski (ur. 1853, zm. 3/4 kwietnia 1933)[13], rabinem był również Hugo Krakauer (ur. 24 sierpnia 1890, zm. 30 kwietnia 1951)[14]
- 1922–1923: Arthur Rosenthal (ur. 5 października 1885, zm. 30 listopada 1951)[15]
- 1924–1925: Marcus Lazarus Melchior(inne języki) (ur. 26 maja 1897, zm. 22 grudnia 1969)[16]
- 1925–1939[17]: Ludwig Golinski (ur. 1879, zm. 1942)[18][19]
  - 1935–1938: Aron Keller (ur. 28 kwietnia 1909, zm. 1998)[20]
- 1939–1942: Herbert Bileski (ur. 4 września 1909, zm. 1945), deportowany około 1942 roku, zmarł w obozie Auschwitz[21]